# UEFA-Champions-League-Finale 2023
Das UEFA-Champions-League-Finale 2023 zwischen Manchester City und Inter Mailand war die Endspiel-Begegnung der Champions-League-Saison 2022/23. Sie fand am 10. Juni 2023 im Atatürk-Olympiastadion in Istanbul statt. Manchester City setzte sich mit 1:0 durch; das entscheidende Tor erzielte der Spanier Rodri in der 68. Minute.

## Weg ins Finale
→ Hauptartikel: UEFA Champions League 2022/23
Anmerkung: Die Ergebnisse werden jeweils aus Sicht der Finalisten angegeben.
| Pl. | Verein            | Sp. | S | U | N | Tore    | Diff. | Punkte |
| --- | ----------------- | --- | - | - | - | ------- | ----- | ------ |
| 1.  | Manchester City   | 6   | 4 | 2 | 0 | 014:200 | +12   | 14     |
| 2.  | Borussia Dortmund | 6   | 2 | 3 | 1 | 010:500 | +5    | 09     |
| 3.  | FC Sevilla        | 6   | 1 | 2 | 3 | 006:120 | −6    | 05     |
| 4.  | FC Kopenhagen     | 6   | 0 | 3 | 3 | 001:120 | −11   | 03     |

| Pl. | Verein          | Sp. | S | U | N | Tore    | Diff. | Punkte |
| --- | --------------- | --- | - | - | - | ------- | ----- | ------ |
| 1.  | Bayern München  | 6   | 6 | 0 | 0 | 018:200 | +16   | 18     |
| 2.  | Inter Mailand   | 6   | 3 | 1 | 2 | 010:700 | +3    | 10     |
| 3.  | FC Barcelona    | 6   | 2 | 1 | 3 | 012:120 | ±0    | 07     |
| 4.  | Viktoria Pilsen | 6   | 0 | 0 | 6 | 005:240 | −19   | 0      |

## Spieldaten
| Manchester City                                                        | Manchester City | Inter Mailand | Inter Mailand | Aufstellung                                     |
| ---------------------------------------------------------------------- | --- | --- | ------------- | ----------------------------------------------- |
| Manchester City                                                        | \| Finale \| \| 10. Juni 2023 um 21:00 Uhr (MESZ) in Istanbul (Atatürk-Olympiastadion) \| \| Ergebnis: 1:0 (0:0) \| \| Zuschauer: 71.412 \| \| Schiedsrichter: Szymon Marciniak ( Polen) 1 \| \| Spielbericht \|                 | \| Finale \| \| 10. Juni 2023 um 21:00 Uhr (MESZ) in Istanbul (Atatürk-Olympiastadion) \| \| Ergebnis: 1:0 (0:0) \| \| Zuschauer: 71.412 \| \| Schiedsrichter: Szymon Marciniak ( Polen) 1 \| \| Spielbericht \| | Inter Mailand | Aufstellung Manchester City gegen Inter Mailand |
| Manchester City                                                        | Ederson – Manuel Akanji, Rúben Dias, Nathan Aké – John Stones (82. Kyle Walker), Rodri – Bernardo Silva, Kevin De Bruyne (36. Phil Foden), İlkay Gündoğan , Jack Grealish – Erling Haaland Cheftrainer: Pep Guardiola ( Spanien) | André Onana – Matteo Darmian (84. Danilo D’Ambrosio), Francesco Acerbi, Alessandro Bastoni (76. Robin Gosens) – Denzel Dumfries (76. Raoul Bellanova), Nicolò Barella, Marcelo Brozović , Hakan Çalhanoğlu (84. Henrich Mchitarjan), Federico Dimarco – Lautaro Martínez, Edin Džeko (57. Romelu Lukaku) Cheftrainer: Simone Inzaghi | Inter Mailand | Aufstellung Manchester City gegen Inter Mailand |
| Manchester City                                                        | 1:0 Rodri (68.) | | Inter Mailand | Aufstellung Manchester City gegen Inter Mailand |
| Manchester City                                                        | Erling Haaland (90.+2'), Ederson (90.+4') | Nicolò Barella (59.), Romelu Lukaku (83.), André Onana (90.+2') | Inter Mailand | Aufstellung Manchester City gegen Inter Mailand |
| Manchester City                                                        | Spieler des Spiels: Rodri (Manchester City) | | Inter Mailand | Aufstellung Manchester City gegen Inter Mailand |
| Finale                                                                 | | |               |                                                 |
| 10. Juni 2023 um 21:00 Uhr (MESZ) in Istanbul (Atatürk-Olympiastadion) | | |               |                                                 |
| Ergebnis: 1:0 (0:0)                                                    | | |               |                                                 |
| Zuschauer: 71.412                                                      | | |               |                                                 |
| Schiedsrichter: Szymon Marciniak ( Polen) 1                            | | |               |                                                 |
| Spielbericht                                                           | | |               |                                                 |